# يان فيليبس
يان فيليبس (بالإنجليزية: Ian Phillips)‏ (23 أبريل 1959 في المملكة المتحدة - ) هو لاعب كرة قدم بريطاني في مركز الدفاع. لعب مع كولتشستر يونايتد ونادي بيتربورو يونايتد ونادي نورثامبتون تاون ونادي كيترينغ تاون ونادي مانسفيلد تاون ونادي ألدرشوت وهلستد تاون ‏.